# Kozeleț, Ucraina
Kozeleț (în ucraineană Козелець) este așezarea de tip urban de reședință a raionului Kozeleț din regiunea Cernihiv, Ucraina. În afara localității principale, nu cuprinde și alte sate.

## Demografie
Componența lingvistică a așezării de tip urban Kozeleț
     Ucraineană (96,24%)
     Rusă (3,26%)
     Alte limbi (0,15%)
Conform recensământului din 2001, majoritatea populației așezării de tip urban Kozeleț era vorbitoare de ucraineană (96,24%), existând în minoritate și vorbitori de rusă (3,26%).